# Distrito de Dawei
El distrito de Dawei (birmano: ထားဝယ်ခရိုင်) es un distrito de Birmania perteneciente a la región de Tanintharyi. Su capital es Dawei. En 2014 tenía 493 576 habitantes. El distrito, con una extensión de 13 792 km², comprende el tercio septentrional de la región.

## Organización territorial
El distrito está dividido en 4 municipios (población en 2014):
- Municipio de Dawei (146 964 habitantes) - capital en Dawei
- Municipio de Launglon (118 317 habitantes) - capital en Launglon
- Municipio de Thayetchaung (105 662 habitantes) - capital en Thayetchaung
- Municipio de Yebyu (122 633 habitantes) - capital en Yebyu